# Боні Капур
Ачал Суріндер «Боні» Капур (гінді बोनी कपूर; народився 11 листопада 1955 року) — індійський кінопродюсер, пов'язаний переважно з кінематографом мовою гінді, а також з тамільським і телугу.

## Раннє життя
Капур народився як Ачал Суріндер Капур у 1955 році, син Суріндера Капура, який був боллівудським кінопродюсером, і Нірмали Капур. Його молодші брати Аніл і Санджай є акторами і продюсерами.

## Кар'єра
Капур розпочав свою кар'єру під керівництвом таких легенд, як Шакті Саманта. Найвідомішим фільмом, знятим ним, залишається науково-фантастичний фільм Шекара Капура «Містер Індія» у головних ролях з його братом Анілом Капуром і його майбутньою дружиною Шрідеві. Це був другий найбільший хіт 1987 року та залишається культовою кінокласикою в Індії. Фільм був відомий кількома своїми репліками та піснями, зокрема виконанням Шрідеві «Miss Hawa Hawaii» та цитатою Амріша Пурі «Mogambo khush hua» (Могамбо задоволений), яка є однією з найвідоміших цитат Боллівуду.

Інші його ранні постановки включають «Нас п'ятеро» — фільм, який відіграв ключову роль у створенні таких акторів, як Мітхун Чакраборті та Амріш Пурі в Боллівуді. Капур також випустив багатьох великих зірок кіноіндустрії гінді. Його фільм «Ці сім днів» став початком кар'єри його брата Аніла Капура, фільм Prem став прем'єрним молодшого брата Санджая Капура і акторки Табу, а Хтось запитає моє серце для актриси Еши Деол. Він продюсував один із найдорожчих фільмів в історії кіно мовою гінді: «Королева краси і король злодіїв» у 1993 році. У 1997 році він продюсував касовий хіт «Розлука» зі Шрідеві та Анілом у головних ролях разом з Урмілою Матондкар.
Капур добре керував кар'єрою брата Аніла до 1999 року, а в 2000 році він продюсував фільм «Виклик» з Анілом, Мадуурі Діксіт, Намрата Широдкар, Данні Дензонгпа та Ом Пурі в головних ролях. Фільм отримав схвальні відгуки критиків і помірний успіх у прокаті. Фільм отримав дві Національні кінопремії, в тому числі премію Наргіс Датт за найкращий повнометражний фільм про національну інтеграцію та Національну кінопремію за найкращу чоловічу роль за роль Аніла Капура.
У 2002 році він продюсував фільм «Компанія» режисера Рама Гопала Варми з Аджаєм Девганом, Моханлалом, Манішею Койралою, Вівеком Оберої та Антарою Малі в головних ролях. Фільм мав позитивні відгуки як від критиків, так і від глядачів і виграв шість з одинадцяти нагород, на які він був номінований на Filmfare Awards. Фільм здобув визнання критиків на кінофестивалі в Остіні та Нью-Йоркському азійському кінофестивалі 2004 року.
Це другий фільм із серії «Гангстер» і продовження фільму «Сат'я». За ним було продовження «D.» Кінокритик Раджив Масанд назвав його (разом із приквелом «Сат'я») одним із «найвпливовіших фільмів за останні десять років».
Його фільм 2004 року «Біжи» з Абхішеком Баччаном у головній ролі був провалом у прокаті, але відтоді здобув культовий статус завдяки комедійним сценам, особливо сцені «Каува Бір'яні» з Віджаєм Раазом у головній ролі. Після цього він продюсував комедійний фільм «Вхід заборонено», який став найбільшим хітом Боллівуду 2005 року. Він набув великої популярності, зібравши 430,000,000 індійських рупій касових зборів.
У 2009 році Капур продюсував фільм «У розшуку» з Салманом Ханом у головній ролі. Фільм побив багато рекордів у прокаті після виходу завдяки поверненню Хана. «Розшук» став другим найкасовішим фільмом Боллівуду 2009 року.
Він придбав права на ремейк тамільською та телугу фільму Рожевий 2016 року. Він продюсував тамільську версію фільму в 2019 році під назвою Прямий погляд , яка мала критичний і комерційний успіх. Пізніше у 2021 році він продюсував версію фільму мовою телугу разом із Ділом Раджу у ролі Вакіла Сааба. Фільм став найбільшим відкриттям в Індії після пандемії COVID-19, отримавши понад 38 мільйонів рупій за перший день. Обидва фільми є його дебютом у тамільському та телугу кіно відповідно.

## Особисте життя
Капур був одружений з Моні Шурі з 1983 по 1996 рік. У пари є двоє дітей, Арджун Капур (1985 року народження) і Аншула (1990 року народження). Арджун дебютував у фільмі 2012 року «Коханець», а Аншула закінчила коледж Барнарда .

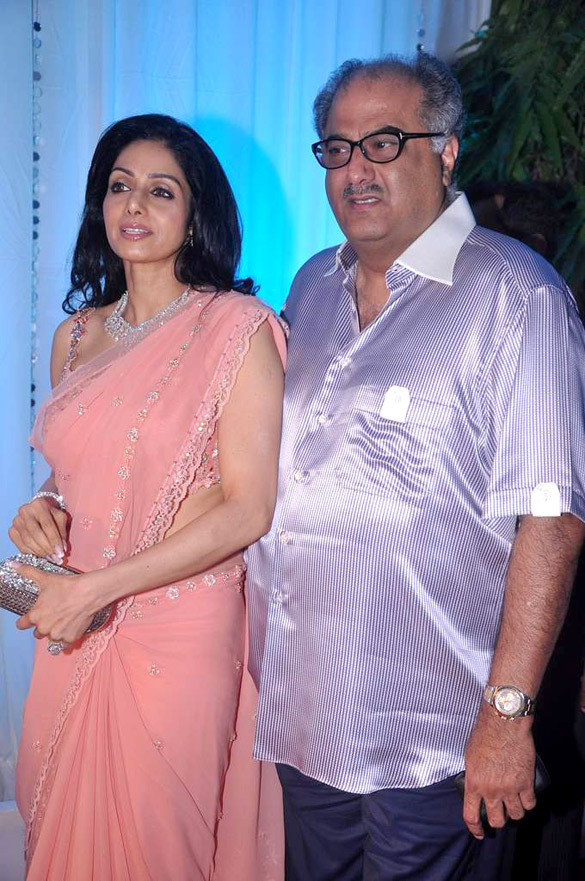
Капур з дружиною Шрідеві на весільному прийомі Еши Деол у 2011 році

2 червня 1996 року Капур одружився з індійською актрисою Шрідеві. У подружжя було дві доньки, Джанхві Капур (народилася 6 березня 1997 року) і Хуші Капур (народилася 5 листопада 2000 року). 24 лютого 2018 року Шрідеві померла в Дубаї після того, як потонула у ванній готелю.

## Фільмографія
| Рік  | Фільм                               | Мова         | Примітки                      |
| ---- | ----------------------------------- | ------------ | ----------------------------- |
| 1980 | Hum Paanch                          | Гінді        | Римейк Paduvaaralli Pandavaru |
| 1983 | Woh Saat Din                        | Гінді        | Римейк Andha 7 Naatkal        |
| 1987 | Mr. India                           | Гінді        |                               |
| 1992 | Raat / Raatri                       | Гінді Телугу |                               |
| 1992 | Drohi / Antham                      | Гінді Телугу |                               |
| 1993 | Roop Ki Rani Choron Ka Raja         | Гінді        |                               |
| 1995 | Prem                                | Гінді        |                               |
| 1996 | Loafer                              | Гінді        | Римейк Velai Kidaichuduchu    |
| 1997 | Judaai                              | Гінді        |                               |
| 1999 | Sirf Tum                            | Гінді        | Римейк Kadhal Kottai          |
| 2000 | Pukar                               | Гінді        |                               |
| 2000 | Hamara Dil Aapke Paas Hai           | Гінді        | Римейк Pelli Chesukundam      |
| 2002 | Koi Mere Dil Se Poochhe             | Гінді        | Римейк Pelli                  |
| 2002 | Company                             | Гінді        |                               |
| 2002 | Shakti                              | Гінді        | Римейк Anthapuram             |
| 2003 | Khushi                              | Гінді        | Римейк Kushi                  |
| 2004 | Run                                 | Гінді        | Римейк Run                    |
| 2004 | Kyun…! Ho Gaya Na                   | Гінді        |                               |
| 2005 | Bewafaa                             | Гінді        |                               |
| 2005 | No Entry                            | Гінді        |                               |
| 2009 | Wanted                              | Гінді        | Римейк Pokiri                 |
| 2010 | Milenge Milenge                     | Гінді        |                               |
| 2015 | Tevar                               | Гінді        | Римейк Okkadu                 |
| 2017 | Mom                                 | Гінді        |                               |
| 2019 | Nerkonda Paarvai                    | Таміл        | Римейк Pink                   |
| 2020 | It's My Life                        | Гінді        | Римейк Bommarillu             |
| 2021 | Vakeel Saab                         | Телугу       | Римейк Pink                   |
| 2021 | Jeet Ki Zid                         | Гінді        |                               |
| 2022 | Valimai                             | Таміл        |                               |
| 2022 | Nenjuku Needhi                      | Таміл        | Римейк Article 15             |
| 2022 | Veetla Vishesham                    | Таміл        | Римейк Badhaai Ho             |
| 2022 | Mili                                | Гінді        | Римейк Helen                  |
| 2023 | Maidaan                             | Гінді        |                               |
| 2023 | Untitled film (As Actor)            | Гінді        |                               |
| 2023 | Thunivu                             | Таміл        |                               |
| 2024 | Gali Ki Michael Aur Club Ki Shakira | Гінді        |                               |

### Нагороди та відзнаки
| рік      | Помітна робота | Нагорода              | Категорія       | Результат | посилання |
| -------- | -------------- | --------------------- | --------------- | --------- | --------- |
| 1987 рік | Містер Індія   | Нагороди Star & Style | Найкращий фільм | Перемога  | [ 20 ]    |